# Sverker Åström
Carl Sverker Åström, född 30 december 1915 i Uppsala församling i Uppsala län, död 26 juni 2012 i Sankt Johannes församling i Stockholm, var en svensk diplomat och ambassadör. Han var FN-ambassadör 1964–1970, kabinettssekreterare vid Utrikesdepartementet 1972–1977 och ambassadör i Paris 1978–1982.

## Biografi
Åström var son till advokaten John Fredrik Åström (1872–1930), vars föräldrar var lantbrukaren Carl John Jonsson och Anna Mary Åström. Åströms mor Brita Kugelberg (1885–1979) var dotter till kapten August Kugelberg och Helena Cederbaum. 

### Diplomatisk karriär
Åström blev filosofie kandidat 1935 och juris kandidat 1939 vid Uppsala universitet. Efter studierna fick han 1939 tjänst som attaché vid Utrikesdepartementet (UD). Åren 1940–1943 tjänstgjorde Åström vid ambassaden i Moskva och vid den utlokaliserade beskickningen i Kujbysjev (före detta och numera åter Samara vid Volgakröken). Därefter fortsatte han sin tjänstgöring vid UD till 1946, då han blev legationssekreterare vid ambassaden i Washington. År 1948 kom han åter till UD och utnämndes till byråchef året därpå. Åren 1953–1956 var han beskickningsråd vid ambassaden i London.
Åström var utrikesråd och chef för Utrikesdepartementets politiska avdelning 1956–1963. År 1964 efterträdde han Agda Rössel som Sveriges ständiga ombud i FN och stannade på denna post till 1970. Åström var 1970–1972 chefsförhandlare i Bryssel för Sveriges räkning med avseende på EEC-avtalet och utnämndes 1971 till biträdande kabinettssekreterare. Därefter var han kabinettssekreterare vid UD 1972–1977 och tjänstgjorde sedan som Sveriges ambassadör i Paris från 1978 fram till pensioneringen 1982.
Åströms största insats var att inleda miljödebatten i FN. Detta skedde efter förslag från Inga Thorsson och Börje Billner. År 1968 lade Åström fram en resolution som generalförsamlingen antog, vilken gick ut på att FN skulle engagera sig i globala miljöfrågor och därför anordna en internationell konferens. Konferensen hölls i juni 1972 i Stockholm, Förenta nationernas miljövårdskonferens i Stockholm 1972, och deltagarna enades om en deklaration. Detta blev startskottet för FN:s miljöarbete, och ett särskilt organ bildades för miljöfrågor, UNEP.

### Övrigt
Sverker Åström invaldes 1974 som ledamot av Kungliga Krigsvetenskapsakademien.
Under en lång tid som pensionär var Sverker Åström en flitig debattör, inte minst som författare av artiklar på Dagens Nyheters debattsida. Han kritiserade upprepade gånger starkt delar av USA:s utrikespolitik samt staten Israels agerande. Bland annat fördömde han den USA-ledda FN-alliansen mot Iraks ockupation av Kuwait 1991, något som ledde till häftig debatt med socialdemokraten Inga Thorsson. År 2001 tog han avstånd från USA:s invasion av Afghanistan.
Vid 87 års ålder, år 2003, berättade Åström i en tidningsintervju, respektive i efterordet till en nyutgåva av boken Ögonblick. Från ett halvsekel i UD-tjänst, att han var homosexuell. Han har uppgett att han berättat om sin sexuella läggning för sina chefer (bland andra Östen Undén, Tage Erlander och Olof Palme) och därmed aldrig ansåg sig som utsatt för någon utpressningsrisk på grund av sin sexuella läggning. Han fick pris som Årets Homo vid gaygalan 2004. År 2006 debuterade Åström i samhällsprogrammet Böglobbyn och blev därmed Sveriges äldste TV-programledare. Efter två avsnitt hoppade han av, då han tyckte att programmet snarare ökade fördomar mot homosexuella än att motarbeta homofobi.
Åström var medlem i Nationella Studentklubben i Uppsala, en organisation nära knuten till det fascistiska Sveriges nationella förbund (SNF), mellan 1932 och 1937.
År 2004 grundades Sverker Åströms Stiftelse för främjandet av de svensk-ryska förbindelserna, vars kapital utgörs av arvet från Åström. Stiftelsens medel tilldelas yngre i Ryska Federationen bosatta medborgare som önskar fördjupa sina kunskaper inom samhällskunskap, juridik, ekonomi och administration samt kulturvetenskap i vid bemärkelse. Därvid tas särskild hänsyn till hur deras studier i Sverige bäst ska kunna nyttjas i Ryssland.
År 2005 gav Åström ut en del av Michelangelos kärlekssonetter i en svensk nytolkning. Privat var han känd för sitt stora intresse för och kunskap om silversmide, bland annat av svenska silversmeder i Sankt Petersburg. Han hade en stor samling ryskt silver, som han senare skänkte till statsministerns bostad.
Åström tilldelades Miljöpartiets kongresspris 2011.

## Utmärkelser
- Kommendör med stora korset av Nordstjärneorden, 6 juni 1974.[12]
- Kommendör av Nordstjärneorden.[13]
- Riddare av Vasaorden.[13]
- Storofficer av Abessinska Stjärnorden.[14]
- Kommendör av Brittiska Victoriaorden.[14]
- Riddare av 1. klass av Finlands Lejons orden.[14]
- Storkorset av Isländska falkorden, 10 juni 1975.[15]
- Riddare av Nederländska Oranien-Nassauorden.[14]
- Kommendör av Norska Sankt Olavsorden.[14]
- Riddare av tjeckoslovakiska Vita Lejonets orden.[14]